# Pteroglossa macrantha
Pteroglossa macrantha är en orkidéart som först beskrevs av Heinrich Gustav Reichenbach, och fick sitt nu gällande namn av Rudolf Schlechter. Pteroglossa macrantha ingår i släktet Pteroglossa och familjen orkidéer. Inga underarter finns listade i Catalogue of Life.